# Prefettura apostolica di Tongzhou
La prefettura apostolica di Tongzhou (in latino: Apostolica Praefectura Tungchovensis) è una sede della Chiesa cattolica in Cina. Nel 1950 contava 6.650 battezzati su 1.370.000 abitanti. La sede è vacante.

## Territorio
La prefettura apostolica comprende parte della provincia cinese dello Shaanxi.
Sede prefettizia è la città di Tongzhou.

## Storia
La missione sui iuris di Tongzhou (Tungchow) fu eretta il 3 novembre 1931 con il breve Litteris apostolicis di papa Pio XI, ricavandone il territorio dal vicariato apostolico di Xi'anfu (oggi arcidiocesi di Xi'an).
L'8 aprile 1935 la missione sui iuris è stata elevata al rango di prefettura apostolica con la bolla Ad maioris dignitatis dello stesso papa Pio XI.
La prefettura di Tongzhou, riconosciuta dal governo cinese come "diocesi di Weinan", dalla reintroduzione dei culti in Cina agli inizi degli anni ottanta del secolo scorso, ha conosciuto due vescovi "ufficiali": Laurence Zhang Wenbin, ordinato vescovo nel 1981 e deceduto il 25 dicembre 2002, e Joseph Tong Changping, ordinato il 4 novembre 2002.

## Cronotassi dei vescovi
Si omettono i periodi di sede vacante non superiori ai 2 anni o non storicamente accertati.
- Pietro Moretti, O.F.M. † (22 aprile 1932 - 1973 deceduto)
  - Sede vacante
  - Laurence Zhang Wenbin † (1981 - 25 dicembre 2002 deceduto) (vescovo ufficiale)
  - Joseph Tong Changping, dal 4 novembre 2002 (vescovo ufficiale)

## Statistiche
La prefettura apostolica nel 1950 su una popolazione di 1.370.000 persone contava 6.650 battezzati, corrispondenti allo 0,5% del totale.
| anno | popolazione | popolazione | popolazione | presbiteri | presbiteri | presbiteri | presbiteri                | diaconi | religiosi | religiosi | parrocchie |
| anno | battezzati  | totale      | %           | numero     | secolari   | regolari   | battezzati per presbitero | diaconi | uomini    | donne     | parrocchie |
| ---- | ----------- | ----------- | ----------- | ---------- | ---------- | ---------- | ------------------------- | ------- | --------- | --------- | ---------- |
| 1950 | 6.650       | 1.370.000   | 0,5         | 19         | 7          | 12         | 350                       |         |           | 9         | 10         |

Secondo le statistiche riportate dall'Agenzia Fides, nel 2012 la prefettura apostolica conta oltre 12.000 fedeli con 31 chiese e cappelle, trenta sacerdoti, e quaranta religiose della Congregazione di Sacro Cuore di Gesù.